# Henry Jordan
Pro Football Hall of Fame 1995
(en) Statistiques sur pro-football-reference
Henry Wendell Jordan (né le 26 janvier 1935 à Emporia et mort le 21 février 1977 à Milwaukee) est un joueur américain de football américain.

## Enfance
Jordan étudie à la Warwick High School de Newport News où il s'illustre en football américain, en athlétisme mais également en lutte.

## Carrière

### Université
En 1953, il intègre l'université de Virginie et évolue dans les équipes de football et de lutte. Jordan va devenir capitaine des Cavaliers en football américain lors de sa dernière année universitaire, en 1956, et il va également être finaliste du championnat de la NCAA de lutte chez les poids-lourds.

### Professionnel
Henry Jordan est sélectionné au cinquième tour de la draft 1957 de la NFL par les Browns de Cleveland au 52e choix. Ses deux premières années sont difficiles, l'entraîneur Paul Brown misant sur des joueurs de ligne défensive beaucoup plus massifs et il doit se contenter d'un poste de remplaçant. Il est placé dans un échange avec les Packers de Green Bay contre un choix du quatrième tour de la draft 1960 qui servira à sélectionner Johnny Brewer.
Dès son arrivée, Jordan devient un élément important de la ligne défensive et l'un des meilleurs joueurs de la NFL à son poste. Il remporte trois championnats de la ligue et les deux premiers Super Bowl. Lors du match de championnat NFL de 1961 face aux Giants de New York, l'entraîneur assistant Phil Bengtson affirme que Jordan élimine trois joueurs de la ligne offensive avant de faucher le quarterback. Au Super Bowl I, il met sous pression le lanceur des Chiefs de Kansas City, Len Dawson, le poussant à la faute et provoquant une passe interceptée par Willie Wood.
En tout, le tackle dispute onze saisons du côté de Green Bay et joue 139 matchs avec les Packers. Le 21 février 1977, il meurt d'une crise cardiaque alors qu'il faisait du sport au Milwaukee Athletic Club. Il est introduit au temple de la renommée des Packers en 1975 et au Pro Football Hall of Fame en 1995,.